# أومد ساغار باند
أومد ساغار باند هو سد يقع بالقرب من جودبور في راجستان الهند. وهو يقع بالقرب من بحيرة كايلانا ويوفر السد المياه لمدينة شاهبورا.
وقد بني السد خلال عهد مهراجا عميد سينغ في عام 1933.